# Elezioni europee del 2004 in Lussemburgo
Le elezioni europee del 2004 in Lussemburgo si sono tenute il 13 giugno.

## Risultati
| Liste  | Liste                                         | Gruppo    | Voti    | %     | Seggi |
| ------ | --------------------------------------------- | --------- | ------- | ----- | ----- |
|        | Partito Popolare Cristiano Sociale            | PPE-DE    | 67.228  | 37,13 | 3     |
|        | Partito Operaio Socialista Lussemburghese     | PSE       | 39.995  | 22,09 | 1     |
|        | I Verdi                                       | Verdi/ALE | 27.201  | 15,02 | 1     |
|        | Partito Democratico                           | ALDE      | 26.918  | 14,87 | 1     |
|        | Partito Riformista di Alternativa Democratica | -         | 14.539  | 8,03  | -     |
|        | La Sinistra                                   | -         | 3.053   | 1,69  | -     |
|        | Partito Comunista del Lussemburgo             | -         | 2.127   | 1,17  | -     |
| Totale | Totale                                        | Totale    | 209.402 |       | 6     |